# ديريك كامبل
ديريك كامبل هو لاعب هوكي الجليد كندي، ولد في 14 أبريل 1980 في Nepean, Ontario ‏ في كندا.

## وصلات خارجية
- ديريك كامبل على موقع دوري الهوكي الوطني (الإنجليزية)
- ديريك كامبل على موقع HockeyDB.com (الإنجليزية)